# Pleurotomella expeditionis
Pleurotomella expeditionis é uma espécie de gastrópode do gênero Pleurotomella, pertencente a família Raphitomidae.